# Lora Lamm
Lora Lamm (geboren 11. Januar 1928 in Arosa; gestorben 23. März 2025 in Zürich) war eine Schweizer Grafikerin.

## Leben
Nach einer Ausbildung an der Kunstgewerbeschule Zürich unter anderem bei Johannes Itten, Ernst Keller und Ernst Gubler und einer kurzzeitigen Arbeit bei einem Werbegrafiker in Zürich übersiedelte Lora Lamm 1953 nach Norditalien. In Mailand arbeitete sie in der von Antonio Boggeri gegründeten Werbeagentur unter anderem mit Max Huber zusammen und gestaltete für bekannte Unternehmen wie Pirelli, Roche und Motta. Ihr erster Auftrag war ein Verpackungsdesign für Motta. Seit 1954 arbeitete sie in der Werbeabteilung der eleganten Kaufhauskette La Rinascente, die für ihre besonderen Printmedien bekannt war und gestaltete 1956 eine Verkaufsaktion für japanische Waren. Sie war für die Gestaltung und Produktion der Hauszeitschrift Cronache zuständig. Sie folgte 1958 Huber als Artdirector bei Rinascente und arbeitete als freie Mitarbeiterin für die Kaufhauskette und das dazugehörige, im unteren Preissektor agierende Kaufhaus Upim.
Lamm arbeitete auch für Pirelli, Elizabeth Arden, Niggi, Latte Milano. 1963 kehrte sie mit ihrem Lebens- und Arbeitspartner Frank C. Thiessing in die Schweiz zurück, wo sie in Zürich eine Agentur betrieben. Ihre Auftraggeber stammten aus Italien, den USA, Deutschland und der Schweiz. Lamm wurde für ihre Arbeiten mehrfach ausgezeichnet.
Zu ihrem 85. Geburtstag wurde 2013 eine Ausstellung der Arbeiten der italienischen Jahre im m.a.x.museo in Chiasso ausgerichtet, ihre späteren, weniger spektakulären Arbeiten in der Schweiz harren noch der Erschliessung. Der SRF widmete ihr anlässlich der Ausstellung eine Sendung.
2018 zeigte die Triennale di Milano Werke, die sie für Pirelli schuf. Im März 2025 starb sie im Alter von 97 Jahren in Zürich.

## Ausstellungen
- Nicoletta Ossanna Cavadini: Lora Lamm. Grafica a Milano, 1953–1963. m.a.x.museo
- Lora Lamm – La vita è bella Museum für Gestaltung Zürich, 2015